# 加维昂
加维昂（葡萄牙語：Gavião）是巴西巴伊亚州的一个市镇。总面积335.567平方公里，总人口4443人，人口密度13.2人/平方公里。